# Stàievo
Stàievo (en rus: Стаево) és un poble de l'óblast de Tambov, a Rússia, segons el cens del 2010 tenia 1.205 habitants.